# تقسيم (بستنة)
الإكثار بالتقسيم(البستنة)، هي طريقة تكاثر لاجنسية في النبات، حيث يتم تقسيم النبات إلى جزأين أو أكثر. وعادةً ما يتم تقسيم السيقان والجذور والتي تنمو تحت سطح التربة والتي لها القدرة إذا قُسمت إلى أجزاء أن يعيد كل جزء منها لينمو ليشكل نبتة كاملة. تعود هذه التقنية إلى أصول قديمة، وقد استخدمت منذ فترة طويلة في إكثار البصيلات مثل الثوم والزعفران. يمارس التقسيم بشكل أساسي من قبل البساتين والمشاتل الصغيرة جدًا، حيث يتم الآن إكثار النباتات التجارية من خلال زراعة الأنسجة النباتية.

## نظرة عامة
التقسيم هو إحدى الطرق الرئيسية الثلاث التي يستخدمها البستانيون لزيادة مخزون النباتات (الطريقتان الأخريان هما البذور والعقل). عادةً ما يتم تطبيق التقسيم على النباتات المعمرة الناضجة ، ولكن يمكن أيضًا استخدامها للشجيرات ذات الجذور الارضية ، مثل الجولثريا والكريا والساركوكوكا. النباتات الحولية والنباتات الثي تعيش لمدة سنتين لا تصلح لهذا الإجراء ، لأن عمرها قصير للغاية.

## ممارسة
من الأفضل تقسيم معظم النباتات المعمرة وإعادة زراعتها كل بضع سنوات للحفاظ على صحتها. يمكن أيضًا تقسيمها لإنتاج نباتات جديدة. أولئك الذين لديهم تيجان خشبية أو جذورسمين يحتاجون إلى القطع باداة حادة، بينما يمكن تقطيع الآخرين باستخدام شوك الحديقة أو اليد. يجب أن يحتوي كل قسم منفصل على براعم وجذور. يمكن أن يحدث التقسيم في أي وقت تقريبًا من السنة، ولكن أفضل المواسم هي الخريف والربيع.